# Rafael (Unternehmen)
Die Rafael Advanced Defense Systems Ltd. (hebräisch רָפָאֵל – מַעֲרָכוֹת לְחִימָה מִתְקַדְּמוֹת בָּעָ״מ Rafaʾel - Maʿarachōt L[ə]chīmah Mitqadd[ə]mōt BaʿA"M, deutsch ‚Rafaʾel - Fortschrittliche Kampfsysteme GmbH‘) ist ein staatliches Rüstungsunternehmen in Israel.

## Geschichte
Rafael wurde 1948 als Wissenschaftskorps (military science corps) der israelischen Verteidigungsstreitkräfte (IDF) gegründet. Es war als nationale Forschungs- und Entwicklungsabteilung Teil des israelischen Verteidigungsministeriums und hat seinen Sitz in Haifa. Zu Beginn lag der Schwerpunkt der Abteilung primär in der Erforschung und Entwicklung von Fernlenkgeschossen (Lenkwaffen). Über die Jahre weitete sich die Arbeit der Abteilung in verschiedene Gebiete der Wehrtechnik aus. 1958 wurde die Abteilung in Armament Development Authority umbenannt. Seit 2001/2002 wurde die Abteilung als Limited Company eingetragen und in ein regierungseigenes Unternehmen umstrukturiert. Im Oktober 2007 änderte die Rafael Armament Development Authority Ltd. ihren Namen in Rafael Advanced Defense Systems Ltd. um.
Die Wehrtechniksparte von Dynamit Nobel, die in Würgendorf ansässige Dynamit Nobel Defence, ist eine Tochtergesellschaft von Rafael.

## Produkte
Das Unternehmen produziert eine Vielzahl von High-Tech-Waffensystemen für See-, Land- und Luftstreitkräfte in aller Welt. 
Bekannte Produkte sind unter anderem die Panzerabwehrlenkwaffe Spike, der Marschflugkörper Popeye, das unbemannte Boot Protector USV sowie die Flugabwehrrakete SPYDER und die Raketenabwehrsysteme Iron Dome und David’s Sling.
Auch der von der Fachpresse Popeye Turbo genannte Marschflugkörper mit Atomsprengkopf, der von U-Booten der Dolphin-Klasse aus gestartet werden kann, wird – wie man vermutet – von Rafael hergestellt. Israel besitzt demnächst sechs dieser in Deutschland gebauten U-Boote, die allesamt neben ihren sechs Standard-Torpedorohren noch vier Rohre mit größerem Durchmesser aufweisen, aus denen die Popeye Turbo mutmaßlich ausgestoßen wird.

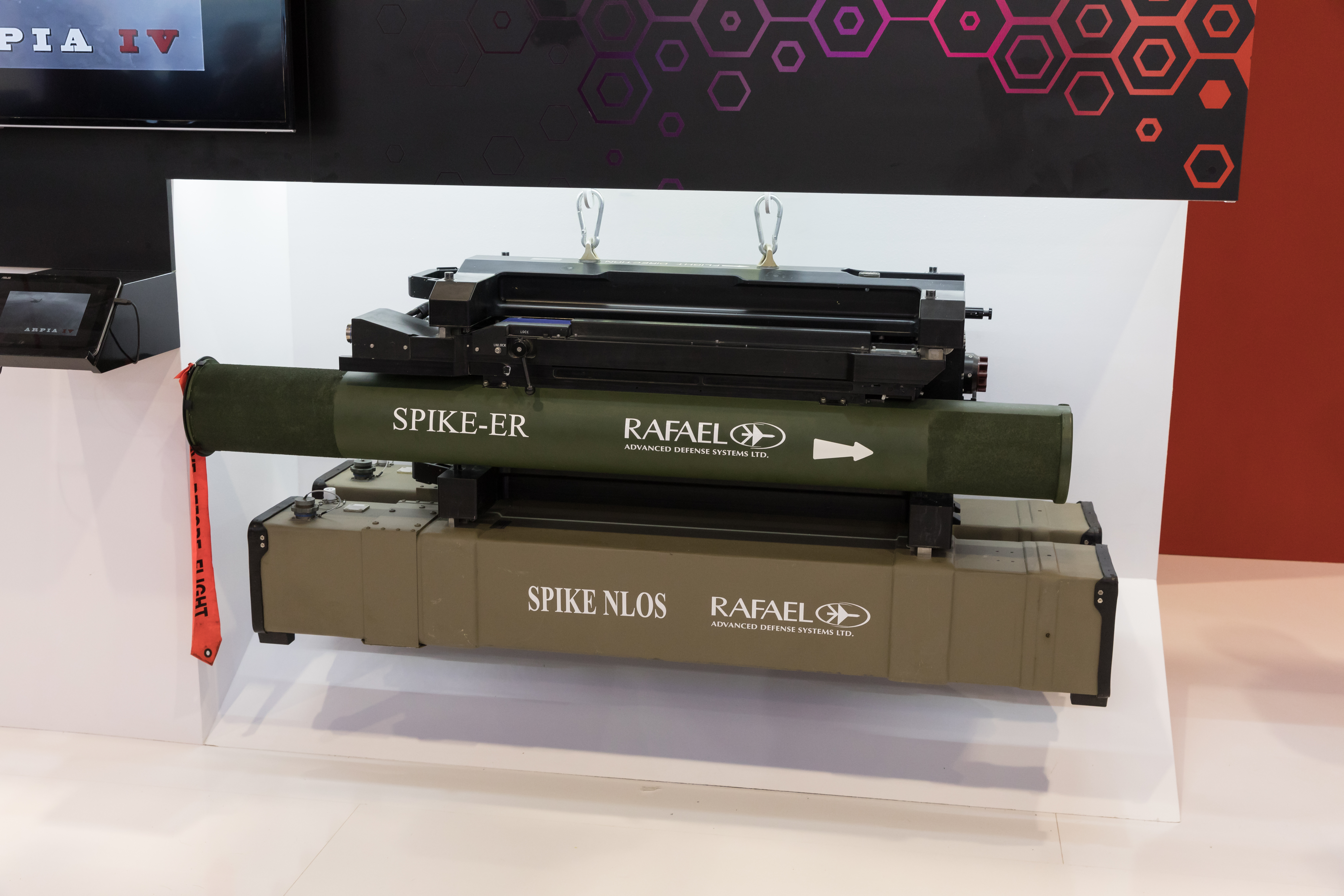
Zwei Varianten der Panzerabwehrlenkwaffe Spike auf der ILA 2018 in Berlin-Schönefeld
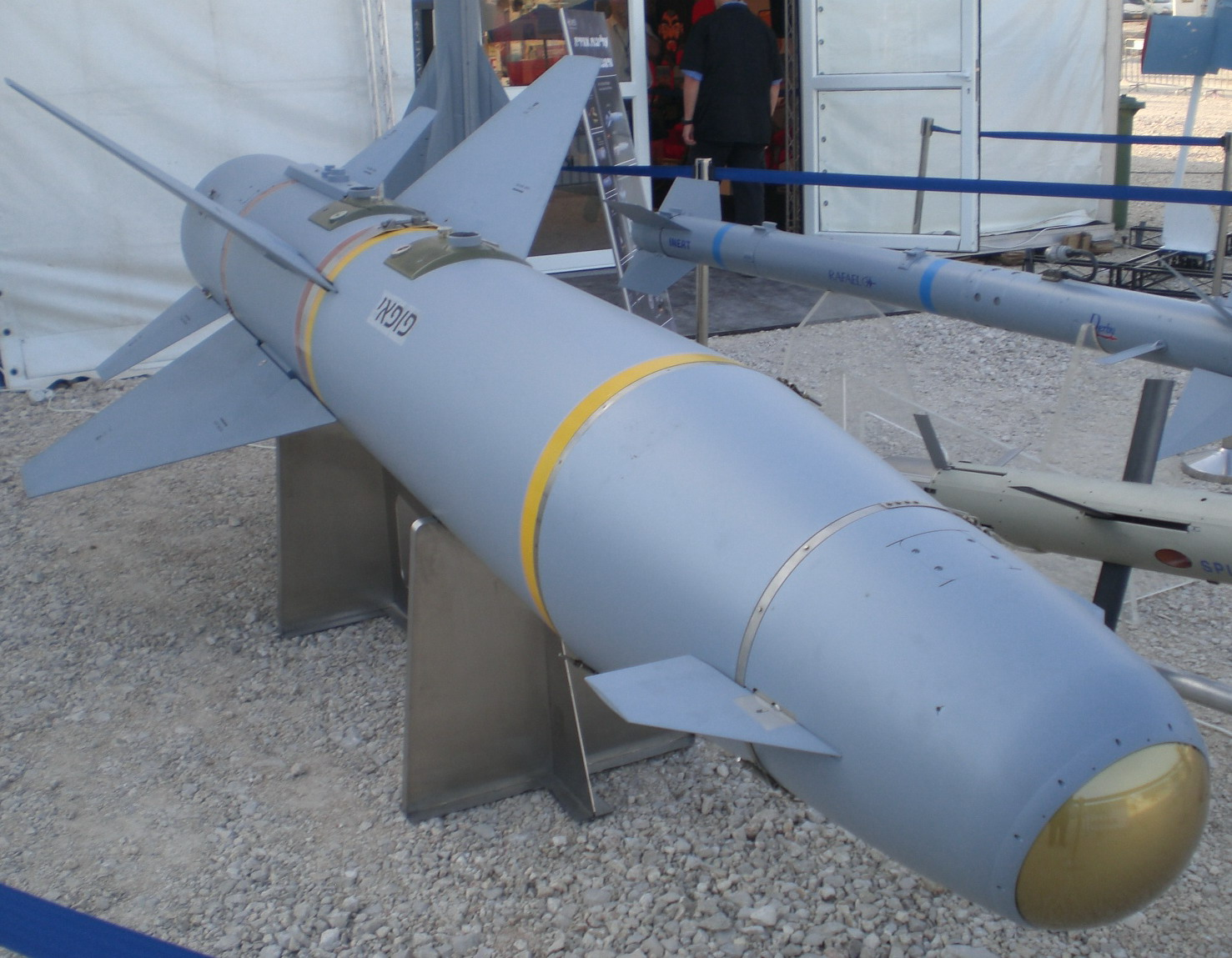
Eine AGM-142 (Popeye) auf einer Militärmesse im September 2008
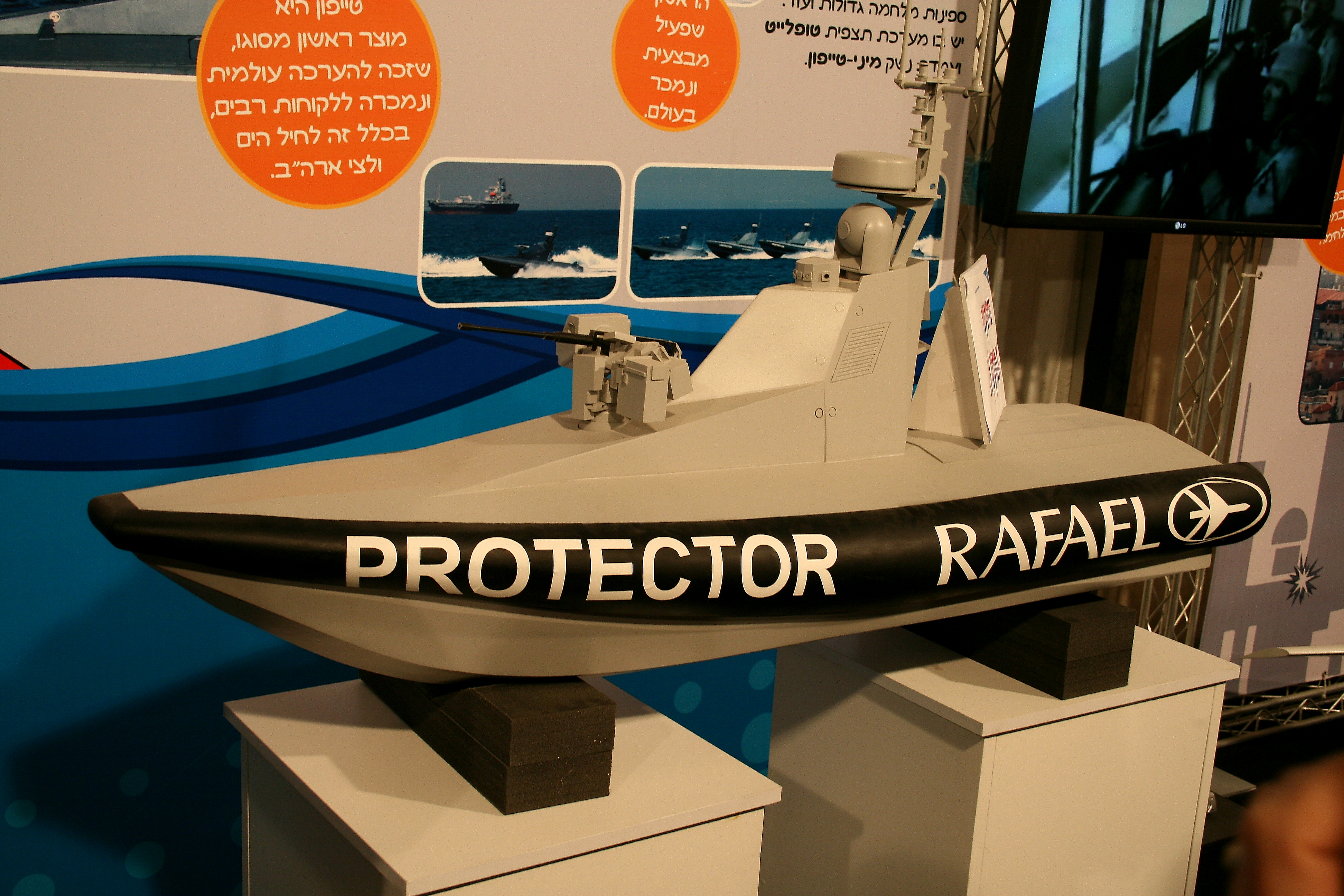
Ein 1:6 Modell des Protector USV auf derselben Militärmesse
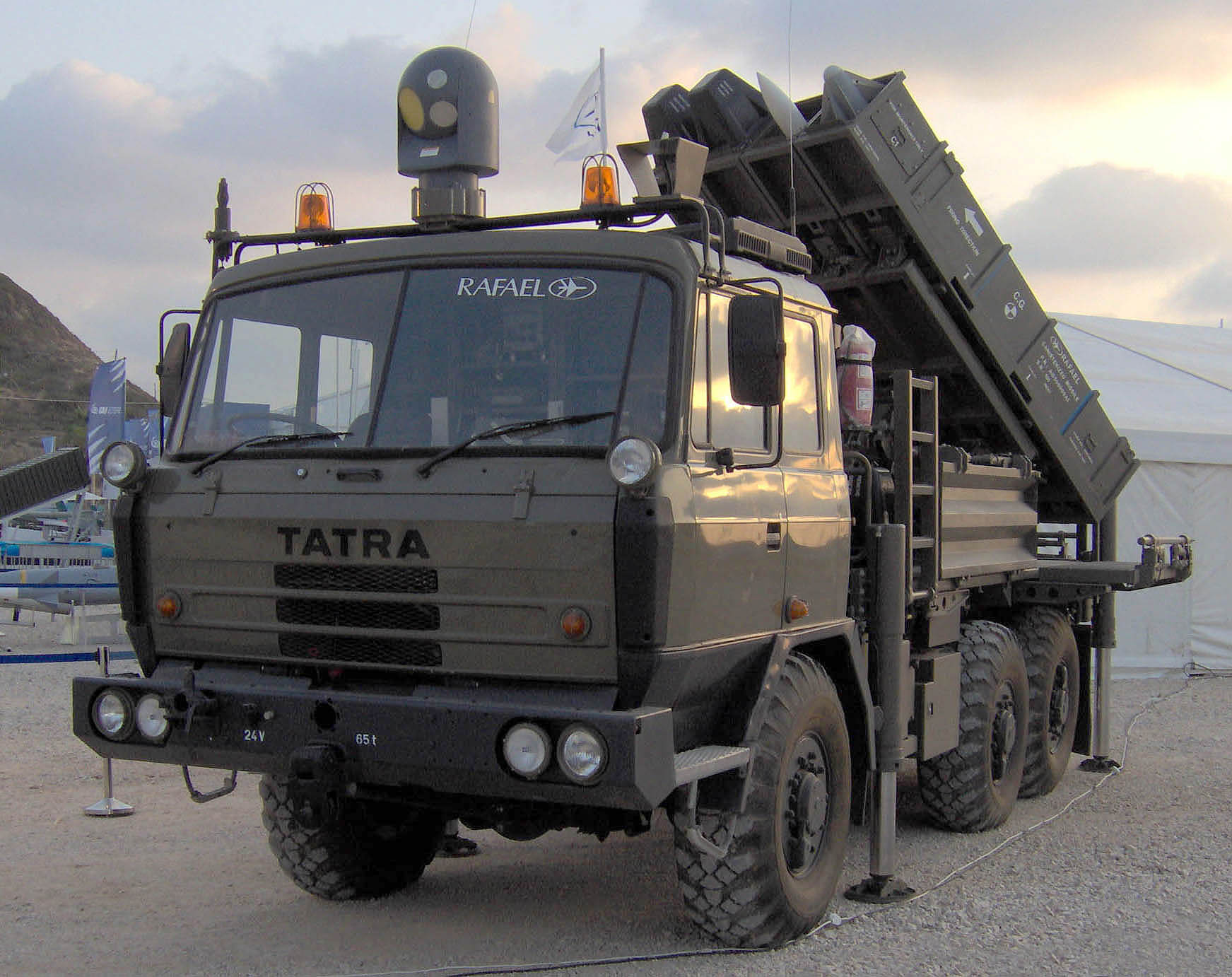
Die mobile Startrampe der Flugabwehrrakete SPYDER im Sept. 2008
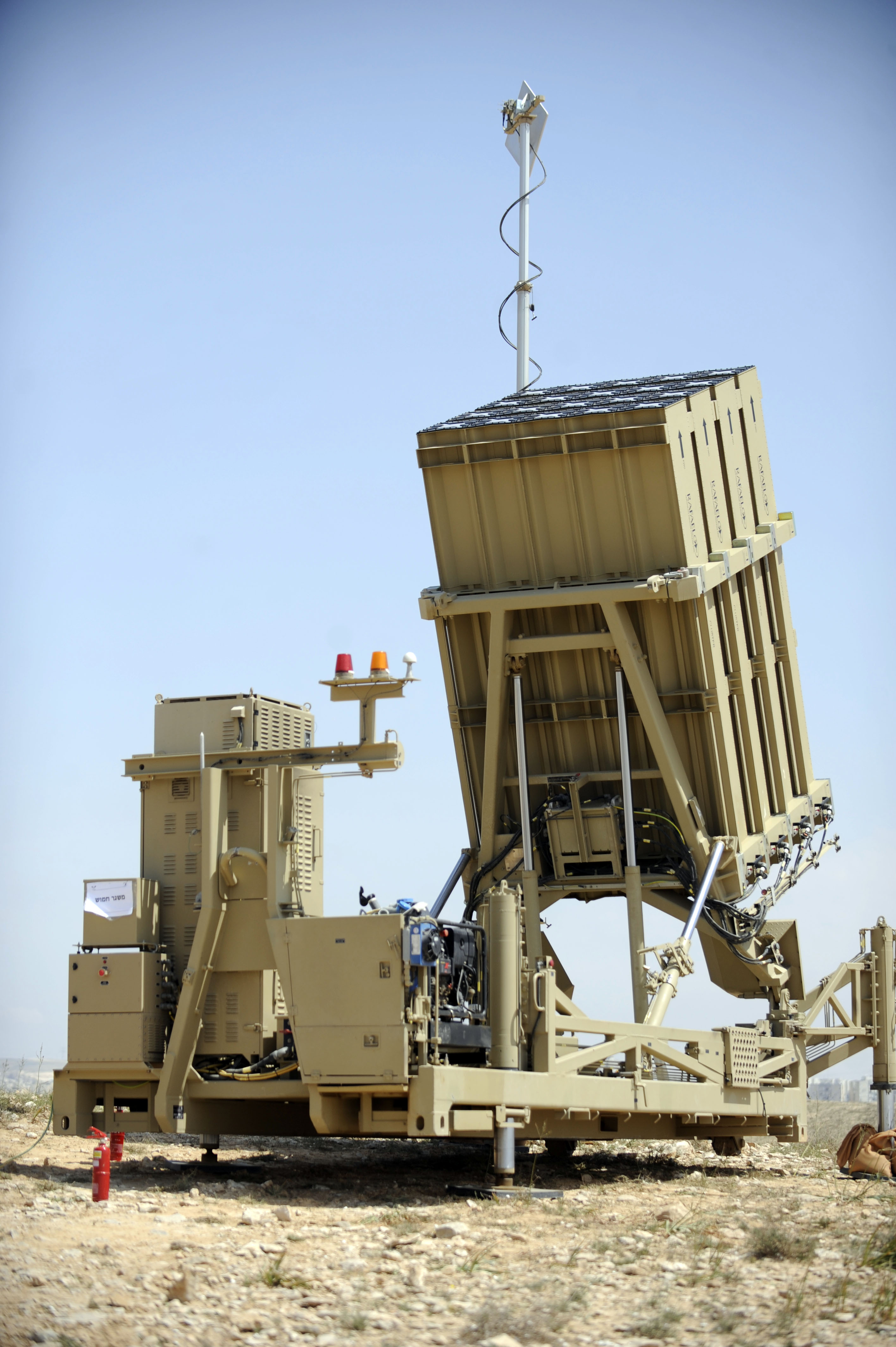
Eine einsatzbereite Iron Dome Batterie im März 2011 nahe Aschkelon
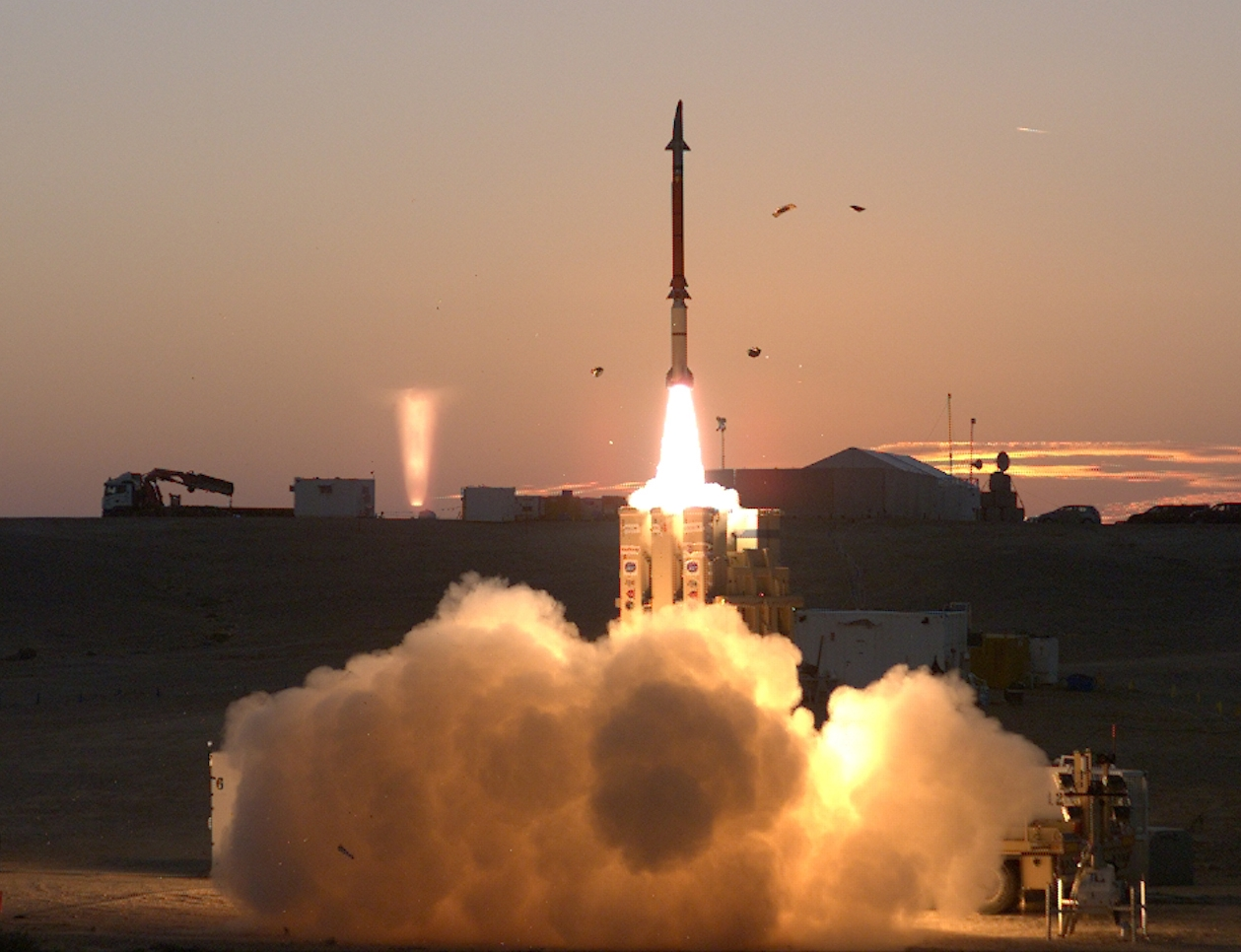
Teststart einer Stunner-Abfangrakete des Systems David’s Sling im Dezember 2015

## Kennzahlen und Entwicklung
Das Unternehmen erzielte im Jahr 2016 einen Umsatz von 2,37 Milliarden US-Dollar, wovon mehr als die Hälfte aus dem Export stammte. Es beschäftigte in diesem Jahr 1500 Ingenieure bei insgesamt 7500 Angestellten. 
Aus Protest gegen die Arbeitsbedingungen und gegen ausbleibende Lohnanpassungen kam es im Frühjahr 2017 zu Streiks.